# Филлипс, Томас Спенсер Воган
То́мас Спе́нсер Во́ан Фи́ллипс (англ. Thomas Spencer Vaughan Phillips; 19 февраля 1888 — 10 декабря 1941, в бою у Куантана) — английский адмирал.

## Частная жизнь
Том Филлипс был сыном полковника Королевской артиллерии Томаса Вогана Винна Филлипса. Его мать, Луиза Мария Аделина де Хорси Филлипс, была дочерью адмирала Элджернона Фредерика Роуса де Хорси.
Филлипс имел рост 5 футов 4 дюйма, то есть был ниже даже адмирала Нельсона. На момент своей гибели в 53 года он был одним из самых молодых полных адмиралов Королевского флота и одним из самых молодых главнокомандующих.

## Карьера
Том Филлипс вступил в Королевский военно-морской флот Великобритании в 1903 году, став морским кадетом. В 1904 году он стал мичманом и проходил практику на додредноуте «Британия». 9 апреля 1908 года он был произведён в сублейтенанты, а 20 июля 1909 года — в лейтенанты.
Во время Первой мировой войны Том Филлипс служил на эсминцах на Средиземноморье и Дальнем Востоке. 15 июля 1916 года он был произведён в лейтенант-коммандеры.
С июня 1919 года по май 1920 Филлипс учился в Королевском военно-морском колледже в Гринвиче. С 1920 по 1922 годы он был военным советником в составе Комиссии постоянных советников при Комитете по военным, воздушным и морским делам Лиги Наций.
В июне 1921 года Филлипс был произведён в коммандеры, а в июне 1927 года — в капитаны. 4 сентября 1928 года он получил под командование эсминец «Кампбелл», и оставался в этой должности до августа 1929 года.
С 24 апреля 1930 года по сентябрь 1932 года Том Филлипс был заместителем директора Отдела планирования Адмиралтейства. После этого он в течение трёх лет служил на Дальнем Востоке, будучи флаг-капитаном на крейсере. В 1935 году он вернулся в Адмиралтейство и возглавил Отдел планирования.
В 1938 году Филлипс был произведён в коммодоры и получил под командование флотилию эсминцев Хоум-флита.
10 января 1939 года Том Филлипс стал контр-адмиралом, в это время он был советником по военно-морским вопросам короля Георга VI. С 1 июня 1939 по 21 октября 1941 года Филлипс был заместителем начальника и вице-начальником Генерального штаба ВМФ. В феврале 1940 года Уинстон Черчилль назначил Филлипса вице-адмиралом.
В июле 1941 года Том Филлипс помог поставить под сомнение итоги расследования гибели линейного крейсера «Худ», что привело к повторному изучению обстоятельств дела.

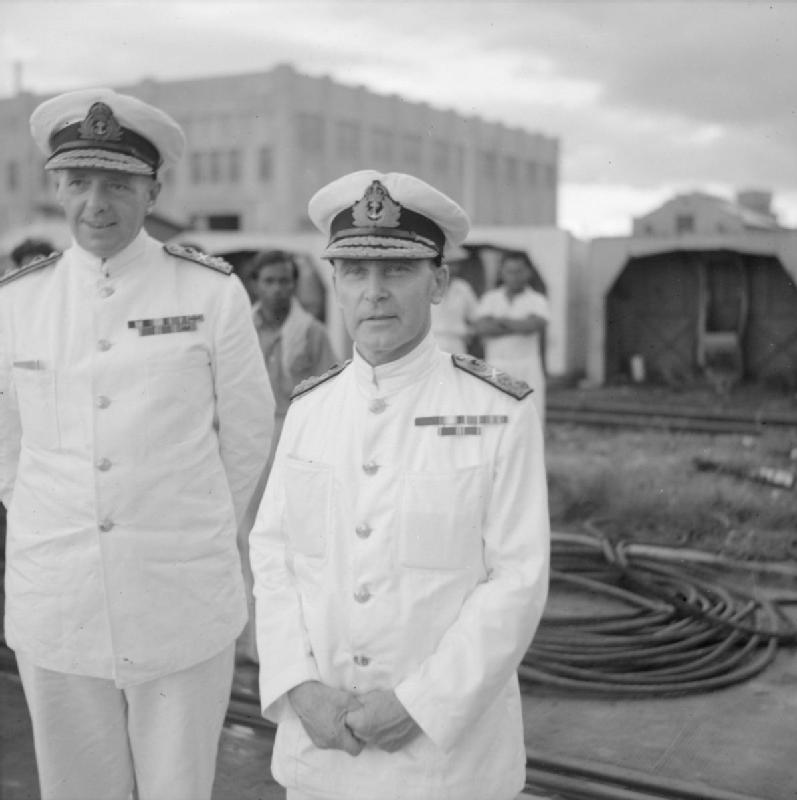
Командующий соединением G адмирал Томас Филлиппс (справа) и его заместитель контр-адмирал Артур Паллисер на пристани Сингапурской морской базы, 2 декабря 1941.

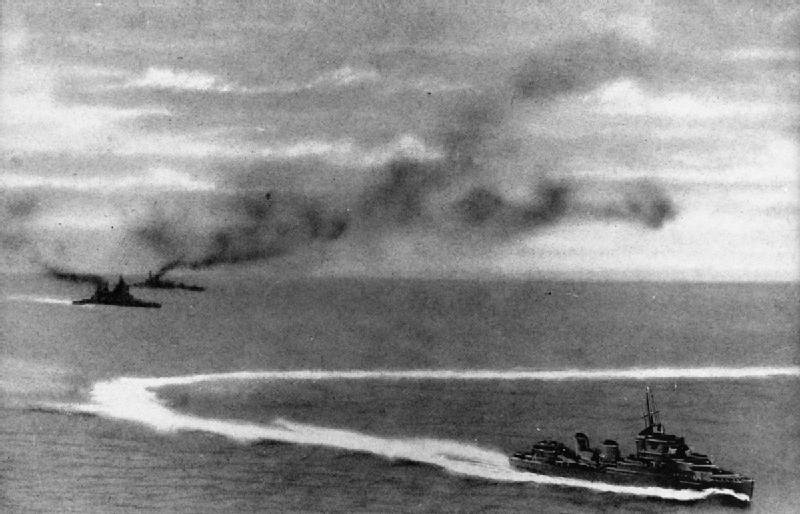
Последний бой «Принца Уэльского» 10 декабря 1941 года

В конце 1941 года Том Филлипс был назначен главнокомандующим Восточным флотом. 25 октября 1941 года он был произведён в адмиралы и отправился в Сингапур вместе с Соединением G. После прибытия в Сингапур 2 декабря 1941 года силы под командованием Филлипса были реорганизованы в Соединение Z. 7 декабря Япония напала на США и Великобританию. Получив информацию о том, что к берегам Малайского полуострова движется японский конвой с десантом, Филлипс вышел на его перехват с линкором «Принц Уэльский», линейным крейсером «Рипалс» и 4 эсминцами. 10 декабря 1941 года оба эти корабля были потоплены японской авиацией в сражении под Куантаном. Адмирал Филлипс погиб на борту «Принца Уэльского» вместе с командиром корабля и 327 членами экипажа (эсминцы сопровождения спасли 1285 моряков).